# Рока д'Арче
Ро̀ка д'А̀рче (на италиански: Rocca d'Arce) е село и община в Централна Италия, провинция Фрозиноне, регион Лацио. Разположено е на 507 m надморска височина. Населението на общината е 990 души (към 2010 г.).